# Felice Giardini

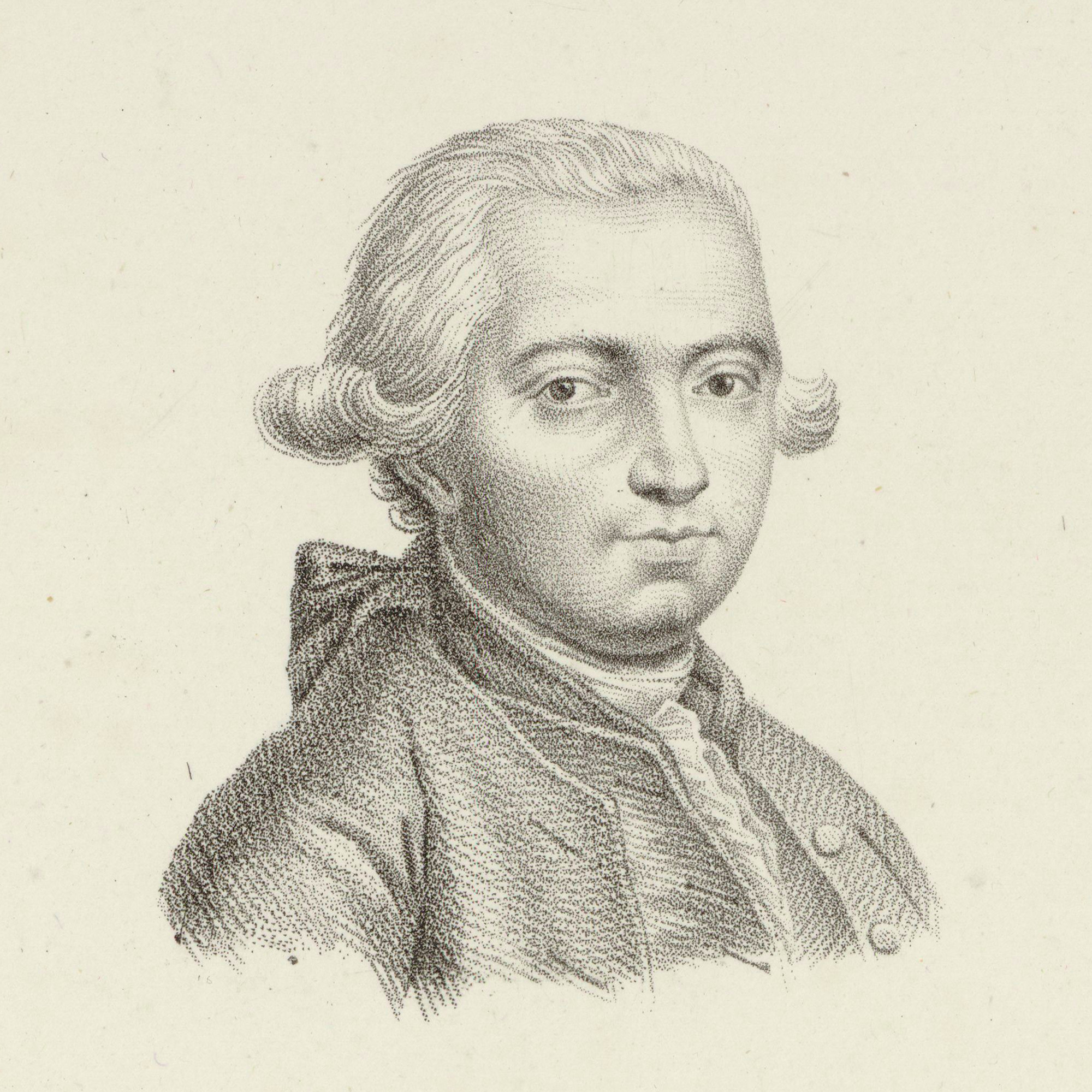
Felice Giardini

Felice Giardini, anche noto con il cognome Degiardino (Torino, 12 aprile 1716 – Mosca, 8 giugno 1796), è stato un violinista e compositore italiano.

## Biografia
Nonostante egli dimostrasse già da fanciullo un certo talento per il violino, il padre lo mandò a Milano come corista della cattedrale, dove studiò canto, composizione e clavicembalo sotto la guida di Giuseppe Paladini. Successivamente tornò a Torino dove proseguì gli studi di violino con Giovanni Battista Somis. Ancora dodicenne entrò come violinista nell'orchestra di un teatro d'opera romano e successivamente in quella del Teatro San Carlo di Napoli, dove ben presto raggiunse la posizione di vice maestro di cappella. IN questo palcoscenico, il 30 maggio 1747 durante la ripresa dell'Eumene o il 4 novembre 1748 durante la ripresa dell'Ezio, viene redarguito pesantemente da Niccolò Jommelli, addirittura schiaffeggiato, per la mania di abbellire eccessivamente con fioriture e cadenze le linee di violino delle sue opere, fatto riportato da Charles Burney nel suo Viaggio musicale in Italia e da altre fonti (BERTINI, Giuseppe, tomo secondo, p. 176. Bertini, che traduce Choron & Fayolle [Dictionnaire historique des musiciens, artiste et amateurs, morts ou vivans, 2 voll., Paris, Valade, 1810-1811, Vol. I, p. 271], così si esprime a proposito di Felice Giardini: «nelle orchestre divertivasi sommamente di far de’ preludj, e di variare i passaggi che doveva eseguire»). L’episodio di Giardini e Jommelli è citato anche in MCVEIGH, Simon (The Violinist in London’s Concert Life 1750-1784. Felice Giardini and His Contemporaries, New York, Garland, 1989, p. 148, e inoltre in SPITZER, John - ZASLAW, Neal. ‘Improvised Ornamentation in Eighteenth-Century Orchestras’, in: Journal of the American Musicological Society, 39 (1986), pp. 524-577, p. 559, nota 86), che datano l’episodio al 1747 o 1748 e lo commentano come testimonianza dell’uso italiano, ma non solo, di infiorettare con abbellimenti improvvisati le linee delle parti superiori dell’orchestra. Nel caso riportato tuttavia, Giardini non si limitava solo a diminuire, ma inventava pezzi a mo’ di preludi e inoltrevariava quelli esistenti della sua parte. 
Poco tempo dopo questo episodio Giardini decise di dedicarsi alla carriera di violinista solista e partì per un viaggio itinerante che lo portò ad esibirsi in concerti presso le maggiori corti europee. Dopo i grandi successi a Berlino, si recò in Inghilterra, passando per la Francia. Ivi fece il suo concerto di debutto il 27 aprile 1751 riscuotendo numerosi consensi tra il pubblico inglese, ricevendo inoltre il supporto da parte dei membri dell'aristocrazia come Lady Bingley. Grazie a ciò si affermò immediatamente sul pubblico come violinista di fama. Durante la stagione seguente, 1751-2, Giardini tenne la serie principale di concerti alla Great Room in Dean Street e promosse le serie del 1753 e del 1755. Tra il 1753 e 1754 sposò la cantante Maria Vestris, ma sembra che il matrimonio ebbe vita breve. Nel 1754 rivitalizzò l'orchestra dell'Opera Italiana al teatro reale iniziando, come disse Burney, una nuova disciplina e una nuova maniera di suonare. Giardini fu legato all'Opera Italiana di Londra per trent'anni, presso la quale fu anche, seppur con minor successo, attivo come impresario nelle stagioni 1756-7 e 1763-4.
Nel 1773 fece il suo debutto a Londra il violinista Wilhelm Cramer, il quale subito si presentò come un serio rivale di Giardini. Ciononostante il violinista torinese riuscì a conservare la propria posizione di violinista di fama nel panorama musicale inglese. Egli prese parte ai concerti Bach-Abel (una serie di concerti organizzati in società a Londra da Johann Christian Bach e Carl Friedrich Abel) talvolta suonando la viola e dal 1770 al 1776 apparve in provincia come membro dell'orchestra del Three Choirs Festival. Giardini fu inoltre molto richiesto come insegnante e per tenere concerti privati. Dal 1774 al 1779 fu spesso il direttore dell'orchestra dei Pantheon Concerts in Oxford Street e nelle stagioni 1776-7 e 1782-3 fu direttore del King's Theatre.
Nel 1784 si recò a Napoli, dove per alcuni anni fu al servizio di Sir William Hamilton (ambasciatore inglese alla corte del Re di Napoli), il quale era stato il suo primo allievo anni prima a Londra. Nel 1790 tentò di tornare nel scenario operistico inglese, ma senza successo. Dopo il 1792 lasciò l'Inghilterra e si recò a San Pietroburgo: nel 1796 fu certamente a Mosca, dove morì in estrema povertà.
Giardini, inoltre è stato il primo noto possessore dello Stradivari “Lord aylesford” del 1683, violoncello di cui è entrato in possesso nel 1780.

## Considerazioni sull'artista
Giardini fu un compositore prolifico e scrisse musica per quasi tutti i generi in voga nella sua epoca. Tuttavia i suoi principali ambiti erano quello operistico e quello della musica da camera strumentale. Quasi tutte le sue composizioni furono pubblicate quando egli era ancora in vita, ad eccezione di alcune canzonette e di sporadici lavori da camera. Come abilissimo suonatore di strumenti ad arco, egli seppe sfruttare tale famiglia di strumenti al fine di ottenere il miglior suono. La sua musica da camera combina il cosiddetto stile galante con gli elementi tipici del medio classicismo di J. C. Bach, degli Stamitz e della scuola di Mannheim. Sebbene Giardini scrisse quartetti e quintetti per archi impiegando anche altri strumenti (una forma nuova per quel tempo), egli si concentrò sulla composizione di trii principalmente per violino, viola e violoncello.

## Composizioni

### Opere
- Rosmina (opera seria, libretto di Silvio Stampiglia, 1757; perduta)
- Enea e Lavinia (opera seria, libretto di Giovanni Gualberto Bottarelli, 1764 al His Majesty's Theatre di Londra)
- Il re pastore (opera seria, libretto di Pietro Metastasio, 1765 al Her Majesty's Theatre di Londra; perduta)
- Sappho (lyric drama, 1778 ca.; perduta)
- Musica in Cleonice (1763), Siroe (1763 al His Majesty's Theatre di Londra), Didone (1775), Astarto (1776)

### Altra musica vocale
- Ruth (1ª parte) (oratorio, 1763; in collaborazione con Avison (1ª e 3ª parte); perduto)
- Aggiunte all'oratorio I pellegrini di Johann Adolf Hasse (1757; perduto)
- 6 arie per 1 voce e orchestra, op.4 (1755)
- La libertà (13 canzonette per 1 voce e basso continuo; 1758)
- 6 arie per 1 voce e orchestra (1762)
- 6 duetti per 2 voci e basso continuo (1762)
- In dimostrazione d'affetto (duetto, 1765)
- Altre canzonette, inni e lavori vocali minori

### Musica strumentale

#### Per solo violino
- 6 sonate per violino e basso continuo, op.1 (1751)
- 6 sonate per violino e basso continuo, op.4 (1755-6)
- 12 sonate per violino e basso continuo, op.6 (forse 1755-6)
- 6 soli per violino, op.19 (forse 1759)
- 6 Favourite Solos (1790)

#### Duetti
- 6 duetti per 2 violini, op.2 (1751)
- 6 duetti per 2 violini, op.13 (1767)
- 6 duetti per violino e violoncello, op.14 (1769)

#### Trii
- 6 trii per chitarra, violino e basso (forse 1760)
- 6 trii per violino, viola e violoncello, op.17 (1773)
- 6 trii per (chitarra, violino e fortepiano) o (clavicembalo, violino e violoncello), op.18 (1775)
- 6 trii per violino, viola e violoncello, op.20 (1778)
- 6 trii per violino, viola e violoncello, op.26 (1784)
- 6 trii per 2 violini e fortepiano/violoncello, op.30 (1790)
- Trio per violino, viola e violoncello

#### Quartetti
- 6 quartetti: 3 per clavicembalo, violino, viola e violoncello; 3 per clavicembalo, 2 violini e violoncello, op.21 (1778-9)
- 6 quartetti per 2 violini, viola e violoncello, op.22 (1779-80)
- 6 quartetti: 2 per violino, 2 viole e violoncello; 2 per 2 violini, viola e violoncello; 2 per violino, oboe, viola e violoncello, op.23 (1782)
- 6 quartetti: 3 per violino, oboe/flauto, viola e violoncello; 3 per 2 violini, viola e violoncello, op.25 (1783)
- 6 quartetti per 2 violini, viola e violoncello, op.29 (1790)

#### Altri lavori
- 6 sonate per clavicembalo, violino/flauto, op.3 (1751)
- 4 ouverture e quartetto per 2 violini, fagotto e basso (1755)
- 6 quintetti per clavicembalo, 2 violini, violoncello e basso, op.11 (1767)
- 6 concerti per violino, op.15 (1771-2)
- Devonshire Minuet per fortepiano e violino (1781 ca.)
- 2 sonate per fortepiano/clavicembalo e violino, op. 31 (1790-91)
- 2 sonate per clavicembalo/fortepiano e violino

### Lavori pedagogici
- Esercizii per il cembalo
- Istruzioni per violoncello
- Istruzioni ed esercizii per il violino